# Eloísa Zurita
Eloísa Zurita Arriagada (Antofagasta, 10 de febrero de 1875-ib., 8 de septiembre de 1941) fue una periodista y escritora feminista chilena defensora de los derechos de los trabajadores. 

## Trayectoria
Fue hija de Manuel A. Zurita, copiapino y Jacoba Arriagada natural de Santiago.
Contrajo matrimonio a los diecisiete años, el 16 de septiembre de 1893, con Adolfo Vergara, carpintero y militante del Partido Demócrata. Conoció personalmente a Luis Emilio Recabarren, militante también del Partido Demócrata, que alabó sus dotes de elocuencia.
En 1894 fundó la "Sociedad de Obreras, Instrucción y Socorros Mutuos N°1” en Antofagasta,  de orientación anarquista, siguiendo el camino abierto por Micaela Cáceres que había fundado la primera organización de mujeres trabajadoras costureras de Valparaíso. Ayudó a erigir también el Mausoleo de la Sociedad de Obreras Nº1.
Escribió como corresponsal para El ABC y La Vanguardia y fue también corresponsal y agente del primer periódico feminista obrero del país: La Alborada, creado en 1905 en Valparaíso por Carmela Jeria. En este periódico colaboró también Esther Valdés.
Mantuvo una larga amistad con Belén de Sárraga, feminista y anarquista anticlerical.
Apoyó a los trabajadores del ferrocarril que exigían un aumento en la hora de su colación y que fueron brutalmente reprimidos y asesinados durante la huelga general del 6 de febrero de 1906, conocida como la Matanza de Plaza Colón de Antofagasta. Su marido, Adolfo Vergara Quinteros, fue asesinado tres días después.
En 1907 fue delegada al Congreso Social Obrero en Concepción.
Falleció en Antofagasta el día 8 de septiembre de 1941

## Obra
El Colectivo Catrileo+Carrión recopiló parte de sus escritos en La Alborada en el libro Torcer la palabra. Escrituras obrera-feministas.

## Reconocimientos
- En 2022 se creó en Antofagasta el Centro de Atención y Reparación Integral (Cari) “Eloísa Zurita Arriagada” para atender a mujeres víctimas de violencia de género.[12]